# Bronk

Herb Bronk, wariant pierwszy

Herb Bronk, wariant drugi

Bronk (Broncke, Broncki, Bronnecke, Bruniken, Brunnecke) – kaszubski herb szlachecki.

## Opis herbu
Według Przemysława Pragerta herb występował co najmniej w dwóch odmianach. Opisy z wykorzystaniem zasad blazonowania, zaproponowanych przez Alfreda Znamierowskiego:
Bronk: W polu błękitnym u podstawy studnia srebrna, z której wyskakuje jeleń srebrny. W klejnocie księżyc srebrny z twarzą, na każdym rogu po gwieździe złotej. Labry błękitne, podbite srebrem.
Bronk odmienny: Studnia złota, luzem w polu, jeleń czerwony, labry podbite złotem, księżyc bez twarzy.

## Najwcześniejsze wzmianki
Herb pojawił się na mapie Pomorza Lubinusa z 1618 (wariant pierwszy, bez barw) i herbarzach niemieckich, w tym Nowy Siebmacher i Pommersches Wappenbuch Bagmihla. Wariant drugi wzmiankowany przez Siebmachera i Bagmihla.

## Symbolika
Pragert spekuluje, że studnia w herbie może być godłem mówiącym, studnia w języku niemieckim to Brunne. Być może rodzina, zapominając o słowiańskim pochodzeniu nazwiska, dodała do pierwotnego herbu z jeleniem studnię.

## Rodzina Bronk
Drobna szlachta kaszubska herbu własnego, mieszkająca w lęborskiem. Nazwisko od słowiańskiego imienia Bronisław. Najwcześniej (1561) wzmiankowani jako właściciele działu w Lublewie (Martin Bruneken). W XVIII wieku notowani w Słuszewie i Żelaźnie. W 1807 należał do nich majątek Komalwy w Prusach Wschodnich. Rodzina o nazwisku Bronk jest dzisiaj licznie reprezentowana.

## Herbowni
Bronk, (Branik, Braunek, Brąk, Broncke, Broncki, Bronken, Bronki, Bronneke, Broński – Bruński, Bruneken, Brunicke, Brunke, Brunken, Brunnecke, Brünnecken). Rodzina przyjmowała też czasami nazwiska odmiejscowe: Niepoczołowski (Niepoczołtowski), Węsierski, Lublewski, Puzdrowski, Pierszczewski, Niesiołowski, zachowując niekiedy Bronk jako przydomek. Przydomek Bronk nosiły też rodziny Krępiechowski, Lubiatowski, Borkowski, Gowiński, Mściszewski, Piechowski, Zdunowski, Pałubicki, ale nie ma pewności, że pochodzili oni wszyscy od Bronków z Lublewa. Według Pragerta, herb Bronk można przypisać spośród nich: Lublewskim, Lubiatowskim, Krępiechowskim, Niepoczołowskim, Mściszewskim, Borkowskim, Węsierskim i być może Pałubickim, Puzdrowskim, Zdunowskim, Niesiołowskim i Pierszczewskim. Co do Gowińskich i Piechowskich, Pragert nie ma zdania.